# Hylophylax
Hylophylax är ett litet fågelsläkte i familjen myrfåglar inom ordningen tättingar. Släktet omfattar tre arter som förekommer från Honduras till norra Bolivia och Amazonområdet i Sydamerika:
- Fläckig myrfågel (H. naevioides)
- Fläckryggig myrfågel (H. naevius)
- Prickryggig myrfågel (H. punctulatus)